# شروتي (ممثلة)
شروتي هي ممثلة هندية، ولدت في 18 سبتمبر 1975 في الهند. من الجوائز التي نالتها جائزة فيلم فير جنوب.

## جوائز
- جائزة فيلم فير جنوب

## وصلات خارجية
- شروتي على موقع IMDb (الإنجليزية)
- شروتي على موقع قاعدة بيانات الفيلم (الإنجليزية)